# إريك خيمينيز
إريك خيمينيز هو منافس ألعاب قوى كوبي، ولد في 17 سبتمبر 1981.

## وصلات خارجية
- إريك خيمينيز على موقع الاتحاد الدولي لألعاب القوى (الإنجليزية)